# Eclipse solar del 19 de marzo de 2007

Tránsito del eclipse solar del 19 de marzo de 2007

El 19 de marzo de 2007 se produjo un eclipse solar parcial que fue visible en Asia, desde la India a Alaska.
Tuvo lugar entre las 22:38:26 GMT y las 02:25:00 GMT  alcanzando su magnitud máxima del 0,8754 a las 00:31:56 GMT.  
Fue el  primero de los dos eclipses parciales del año 2007 y el tercero del siglo XXI.